# Philipp Jakob Baudrexel
Philipp Jakob Baudrexel (* 2. Mai 1627 in Füssen; † 28. März 1691 in Mainz) war ein deutscher Theologe, Komponist sowie Hof- und Domkapellmeister.

## Leben und Wirken
Er wurde als Sohn eines Lateinschullehreres in Füssen/Allgäu geboren. Von einflussreichen Gönnern gefördert, begann er 1644 seine Studien im Germanicum in Rom, wo er sich neben dem Theologiestudium ausführlich der musikalischen Ausbildung beim Kollegiatskapellmeister Giacomo Carissimi widmete.
Nach Abschluss seiner Promotion bekleidete er ab 1651 zunächst eine Position als Chorherr am Augsburger Dom, um 1654 Stadtpfarrer und Dekan in Kaufbeuren zu werden. Dort übernahm er auch die Leitung des Chores der St.-Martins-Kirche, wobei das wachsende Ansehen der Kaufbeurener Kirchenmusik unter seiner Leitung auch zu Einladungen zum Musizieren im näheren schwäbischen Umkreis führte. Sein Erstlingswerk, die „Primitae deo et Agno coelestis“, 1664 bei Michael Wagner in Innsbruck gedruckt, gibt Zeugnis seiner auf die örtliche musikalische Praxis ausgerichtete Schreibweise: eine Sammlung von je zwei fünf- bis achtstimmigen Messen, Te Deum und Requien, sowie motettischen Hymnenvertonungen, instrumental durch zwei Violinen und Generalbass gestützt. Der einzige komplette Druck der Stimmbücher befindet sich in der Pariser Bibliotheque nationale.
Aufgrund seines wachsenden Ansehens konnte er 1668 seine „Psalmi vespertini“ in der fürstabtlichen Offizin Kempten drucken lassen. Diese Sammlung ist ein modulares System von mehrchörigen Psalmen zur Marien-, Sonntags- und Heiligenvesper, die mit entsprechenden Antiphonen und Hymnen für den jeweiligen Anlass zusammengestellt werden können. Die Vokalsolisten sind dabei Hauptträger des Geschehens, Chor und Instrumente, zumeist zwei Violinen, Generalbass und Bläser als Klangkrone, markieren die Rahmenteile, wobei der zweite Chor häufig „ad libitum“ gesetzt. Die Widmungen der „Psalmi“ an einflussreiche Domherren in Passau und Salzburg machen die Aufführung seiner Werke in den Zentren der süddeutschen Kirchenmusik wahrscheinlich.
Zermürbt von den Auseinandersetzungen mit dem stark protestantischen Kaufbeurener Stadtrat wechselte Baudrexel jedoch 1672 in die Dienste des Fürstabtes von Kempten und Fulda, Markgraf Bernhard Gustav von Baden-Durlach. In den Archiven ist über sein Wirken in Fulda außer Rentkammerrechnungen für Musikdrucke wenig erhalten.
Nach dem Tode seines Fuldaer Dienstherrn wechselte Baudrexel 1678 zunächst als Pagenhofmeister und Hofkaplan, dann als Hof- und später Domkapellmeister des Kurfürsten und Erzbischofs Karl Heinrich von Metternich-Winneburg nach Mainz, wo er ebenfalls eine figurale Musik aufbaute. In diese Zeit fällt vermutlich die Übersetzung der „Ars cantandi“, seines Lehrers Carissimi. Es handelt sich hierbei um eine elementare Mutations- und Proportionslehre für Singschüler, die zusammen mit der zweiten Auflage des „Wegweiser“, einer Generalbass- und Orgelschule ein Jahr nach seinem Tode am 28. März 1691 in Augsburg erschien.